# Loïc Feudjou
Loïc Maxime Feudjou Nguegang (ur. 14 kwietnia 1992 w Duali) – kameruński piłkarz występujący na pozycji bramkarza w zamnbijskim klubie NAPSA Stars FC oraz w reprezentacji Kamerunu. Znalazł się w kadrze na Mistrzostwa Świata 2014.